# HQ-12
Le KS-1 ou Kaishan-1 ( Chinese ), désignation militaire HQ-12 est le premier missile sol-air chinois à adopter un radar à réseau phasé.

## Développement
Les prototypes HQ-12, connus sous le nom de KS-1 avant d'être intégrés au service l'APL, ont été développés au début des années 1980. Le développeur était la société d'État Jiangnan Space Industry, également connue sous le nom de Base 061. Le premier essai de tir réussi du prototype de missile a été effectué en 1989 et le développement a été conclu en 1994. Avant sa finalisation, le missile a été présenté au Salon du Bourget en 1991. Il a été présenté à nouveau au salon aéronautique de Zhuhai en 1998. Cependant, aucune de ces vitrines n'a abouti à une production de masse en raison du manque de commandes de l'Armée populaire de libération (APL) et d'intérêts étrangers.
Le développement de la variante améliorée KS-1A a été conclu à la fin des années 1990 et le produit fini a été présenté en 2001 par China Precision Machinery Import-Export Corporation. Le nouveau système comprenait un châssis tout-terrain et un nouveau radar multifonction. En 2005, la Malaisie a signé un protocole d'accord pour acheter le KS-1A. Les tests du KS-1A ont également été entrepris par l'APL, et le système avec la nouvelle désignation militaire HQ-12 a été présenté à l'exposition du 80e anniversaire de l'APL. En 2009, le HQ-12 a participé au défilé célébrant le 60e anniversaire de la Chine.
Le KS-1A et ses variantes améliorées ont finalement été exportés vers le Myanmar, le Turkménistan et la Thaïlande. En 2016, le HQ-22, le développement ultérieur du système HQ-12 a été révélé à l'Exposition internationale de l'aviation et de l'aérospatiale de Chine 2016.

## Caractéristiques

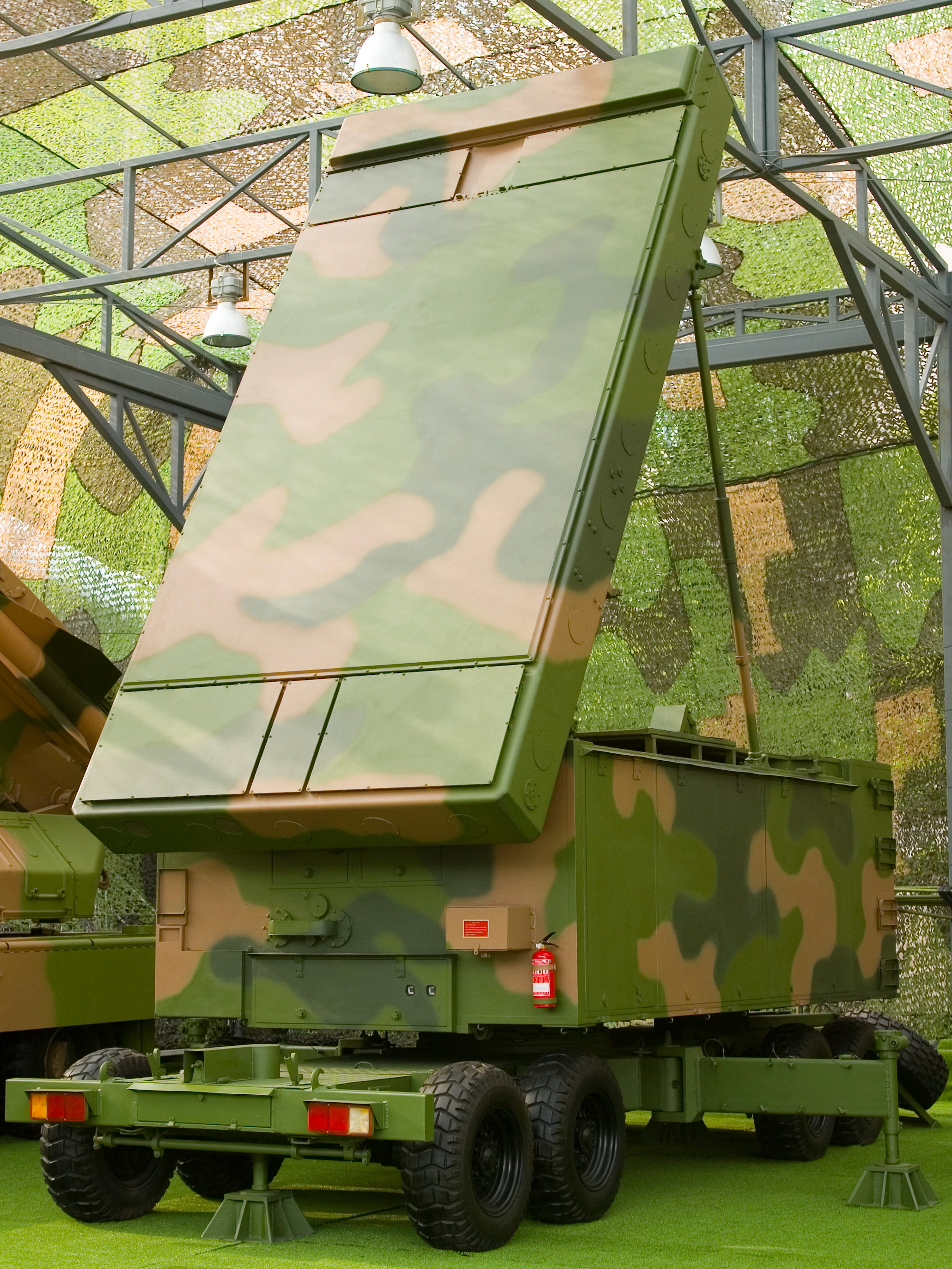
Un radar H-200 exposé en 2007

Le HQ-12, ou KS-1, a été le premier système de défense aérienne chinois équipé d'un radar à réseau phasé. Le système radar a été constamment amélioré avec chaque nouvelle variante du système de missile. Une batterie HQ-12 typique comprend un panneau de radar passif à réseau phasé (PPAR), quatre lanceurs équipés de deux missiles par lanceur et 16 missiles supplémentaires sur des camions de rechargement, une station de commande et de contrôle et des groupes électrogènes.
La première variante du KS-1 utilisait le radar d'engagement SJ-212, dérivé du 30N6E1 russe, capable de suivre 50 cibles à une distance allant jusqu'à 27 km. Le KS-1A a deux options : HT-233 avec une portée de 50 km et un radar multifonction H-200 avec une portée de 70 km. Le KS-1C a conservé le radar H-200 du KS-1A mais a remplacé les lanceurs sur rails par des missiles lancés par cellules. Dans l'ensemble, le KS-1 est un équivalent approximatif du MIM-23 Hawk américain, le précurseur du système de missile Patriot.
Bien que les performances du KS-1 d'origine soient obsolètes, le HQ-12 (KS-1A) est une plate-forme plus fiable et plus performante, principalement conçue pour détruire des avions, des drones et des hélicoptères. Il peut également servir de plate-forme de défense antimissile, engageant des missiles balistiques et de croisière avec des vitesses supérieures à Mach 3.

## Historique opérationnel
L'Armée populaire de libération (APL) a utilisé le KS-1A comme base pour le système de missiles HQ-12 car le KS-1A avait de meilleures performances que le KS-1 d'origine.

## Variantes
KS-1
La version initiale avec le radar d'engagement SJ-202 et le chercheur de missile a une antenne parabolique traditionnelle et peut guider jusqu'à deux missiles contre une cible. La portée est supérieur à 40 km.
KS-1A
Le nouveau radar HT-233 a une portée de 50 km et un plafond opérationnel de 24 km. Il peut également utiliser un radar H-200 avec une portée de 70 km et une altitude d'engagement de 27 km.
KS-1C
Développé par la China Aerospace Science and Industry Corporation (CASIC). Doté de missiles lancés par cellule.
HQ-12
Désignation militaire chinoise. HQ-12 est basé sur KS-1A avec radar H-200.
KS-1M
Variante fabriquée localement par le Myanmar du HQ-12 chinois sous licence. Il a été dévoilé avec une batterie lors de l'Armed Force Day Parade en 2017. Deux missiles sol-air sont montés sur chaque châssis Miltruk fabriqué localement. Le nom du missile est GYD-1B et semble également un peu plus gros que la version chinoise.[réf. nécessaire] Mais, la portée maximale du missile est inconnue. Selon les médias locaux, la portée maximale du KS-1M est égale à la portée du missile du KS-1C.[réf. nécessaire]
HQ-22
Le HQ-22 (désignation d'exportation FK-3) est la variante de deuxième génération du HQ-12, a une portée allant jusqu'à 170 km et une altitude effective de 50 km à 27 km. Il a une portée considérablement plus longue que le HQ-12 et sert d'alternative abordable à produire que le HQ-9,.

## Les opérateurs
République populaire de Chine

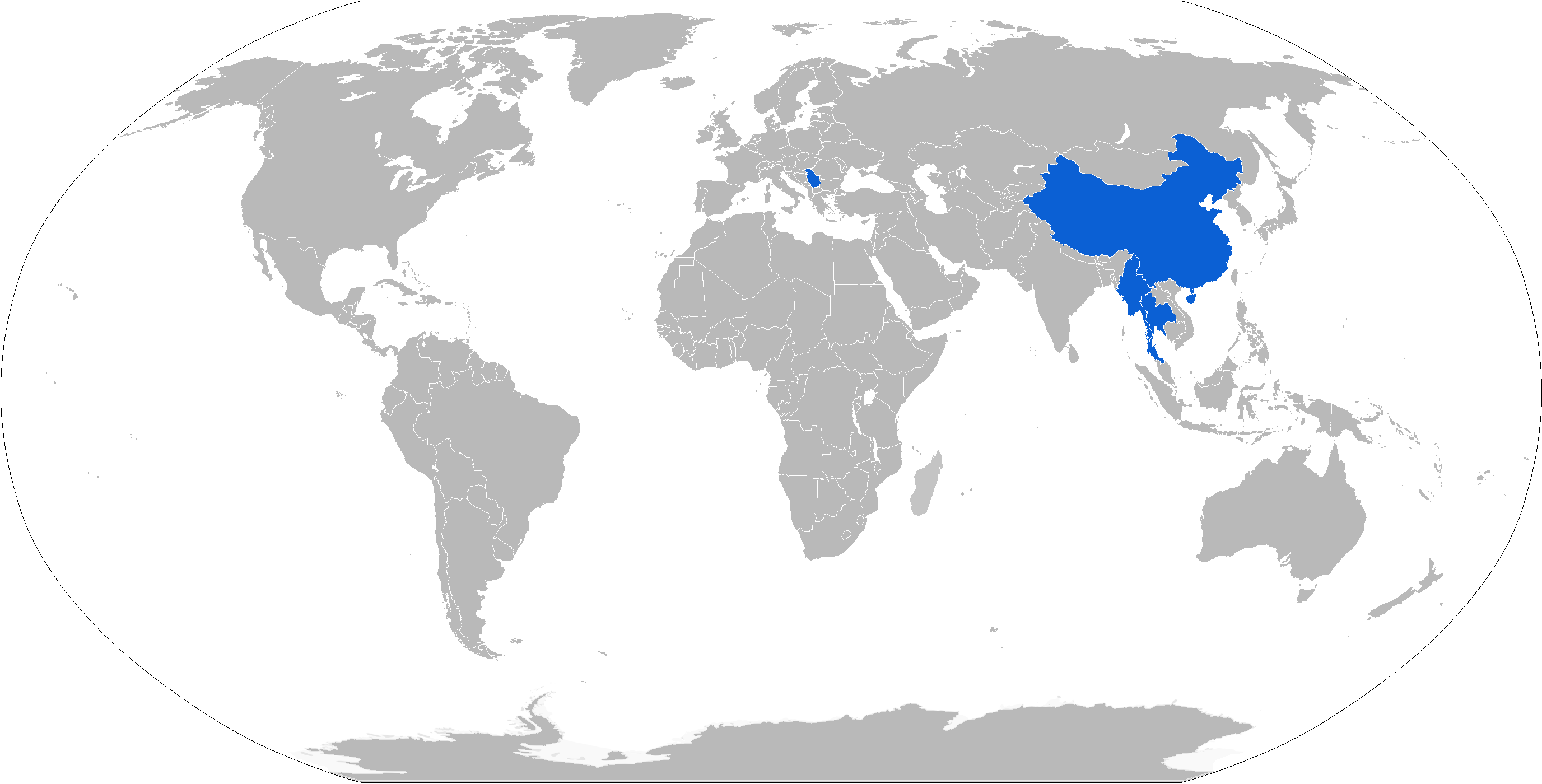
Carte avec les opérateurs KS-1 en bleu

- Force aérienne de l'Armée populaire de libération - 150 à partir de 2020[7]

 Myanmar
- Armée du Myanmar - Sept batteries de KS-1A et de KS-1M de fabrication locale[8].

 Thaïlande
- Royal Thai Air Force - KS-1C en service à partir de 2016.

## Spécifications (KS-1)
- Poids : 900 kg
- Ogive : > 100 kg
- Longueur : 5,6 m
- Diamètre : 0,4 m
- Vitesse : 0,4 m/s
- Maniabilité : > 20 G
- Portée maximale : > 50 km[9]
- Portée minimale : 100 m
- Altitude maximale : > 25 km[9]
- Altitude minimale : < 500 m

## Galerie

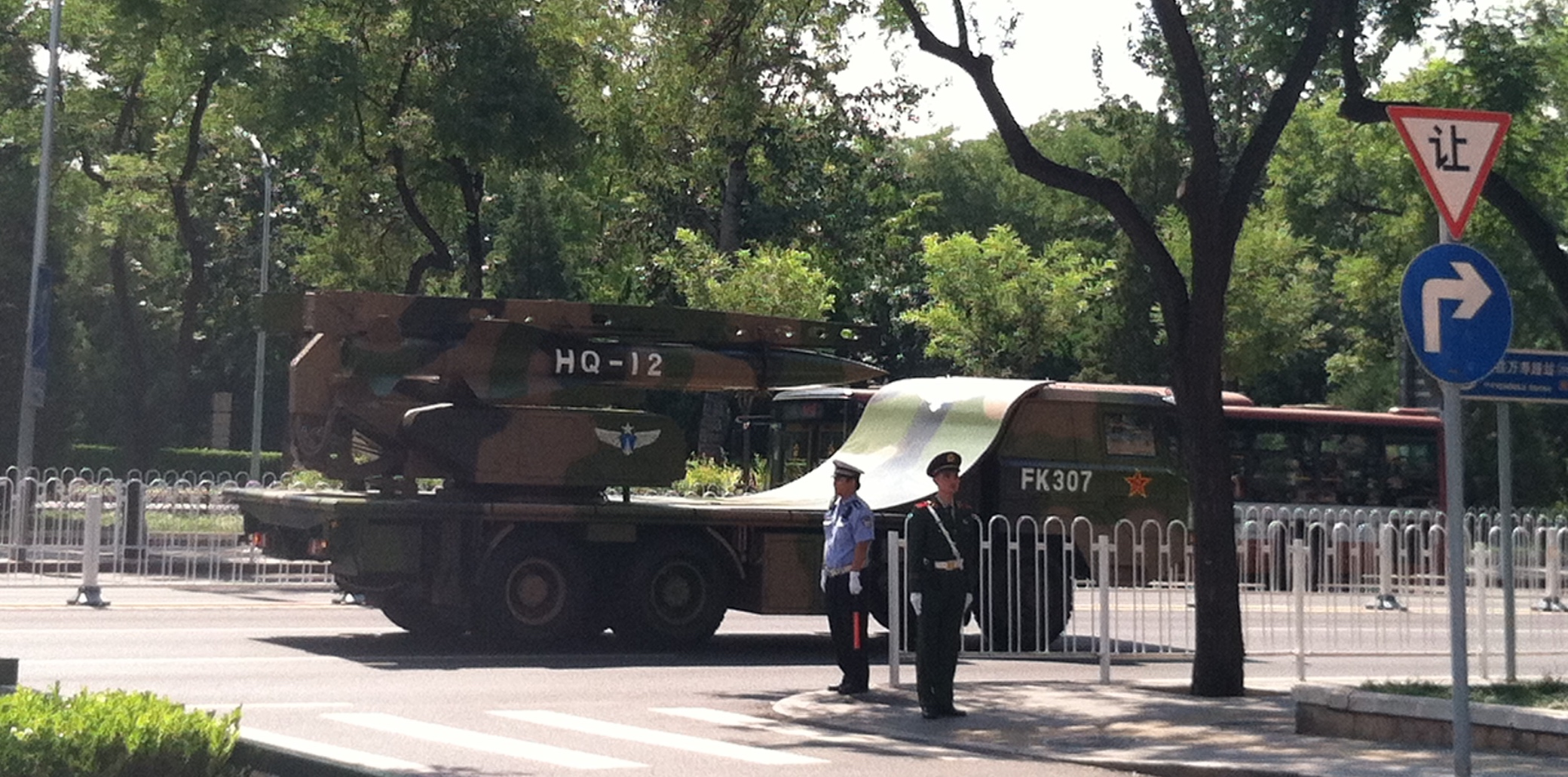
HQ-12 vu après le défilé militaire organisé à Pékin le 3 septembre 2015 pour commémorer les 70 ans de la fin de la Seconde Guerre mondiale.